# Communauté de communes de la Malepère
Die Communauté de communes de la Malepère  ist ein ehemaliger französischer Gemeindeverband (Communauté de communes) im Département Aude in der Region Languedoc-Roussillon. Er wurde am 31. Dezember 2002 gegründet.
Am 1. Januar 2013 wurde der Gemeindeverband aufgelöst. Die Gemeinde Arzens trat in den Gemeindeverband Carcassonne Agglo ein, Montréal und Villeneuve-lès-Montréal in den neu gegründeten Gemeindeverband Communauté de communes Piège-Lauragais-Malepère.

## Ehemalige Mitglieder
- Montréal
- Arzens
- Villeneuve-lès-Montréal

## Quelle
- Le SPLAF - (Website zur Bevölkerung und Verwaltungsgrenzen in Frankreich (frz.))